# Filles en liberté
Filles en liberté est une pièce de théâtre écrite en 2017 par Catherine Léger. 

## Résumé
Filles en liberté a comme personnage principal Méli, 22 ans, qui a abandonné ses cours au cégep pour pouvoir sortir avec un de ses professeurs, Nick, avec qui elle rêve d’avoir des enfants et de devenir mère au foyer. Lorsqu’il lui demande de se trouver une carrière, elle décide de faire de la porno équitable dont le but est de guérir l’inconscient collectif du Québec en réimaginant l’histoire. En effet, ses scénarios montrent les Filles du Roi qui ont du plaisir à procréer avec les colons de Nouvelle-France. Autour du couple gravite Cynthia, barmaid et étudiante en droit obsédée par la performance, qui recourt à l’abortion doping pour mieux réussir ses examens. Chris Boivin, quant à elle, tente de se relever d’un choc post-traumatique après qu’elle ait causé la mort d’une personne dans un accident de voiture dont les indemnités lui permettent de s’acheter un condo. Pascal, ami de Nick et aussi professeur au cégep, vit une peine d’amour difficile dont il se remet en se saoulant, en fumant des joints et en devenant membre du Parti québécois. Finalement, Alain, concierge de l’immeuble où Méli habite, est un narcotique anonyme qui se laisse séduire par Méli, puis par Cynthia.

## Création et représentation
Filles en liberté est la dernière pièce publiée de Catherine Léger, écrite alors qu’elle était en résidence au théâtre La Manufacture. Éditée par Leméac, la pièce est présentée au théâtre La Licorne à l’automne 2017. Sa production est assurée par le théâtre Petit à Petit (PÀP), en co-diffusion avec la Manufacture. La mise en scène est réalisée par Patrice Dubois, directeur artistique du théâtre PÀP, avec une distribution composée de Catherine St-Laurent, Laetitia Isambert, Clara Prévost, Christian E. Roy, Hugues Frenette et Étienne Pilon. 

## Thèmes
Filles en liberté jette « un regard acide sur la société québécoise. » La pièce explore le nationalisme québécois, la nostalgie et l’absence de projet de société à travers ses personnages masculins qui permettent également d’aborder le choc générationnel. Les trois jeunes femmes mises en scène permettent de traiter du féminisme et du féminin. L’auteure met de l’avant les contradictions du féminisme actuel, le présentant comme « un mouvement qui souffre à la fois de la ferveur de ses militants que de la construction sociale des genres. » Finalement, la pièce se penche sur les conséquences négatives de la surperformance telle qu’elle nous ait imposée par la société de consommation et qui pousse les personnages à l’individualisme.